# 古弼
古弼（?—?），鮮卑姓吐奚氏，鮮卑名愛弼，代人，北魏大臣，活躍於北魏明元帝與北魏太武帝時期。

## 生平
古弼個性忠謹，愛好讀書，同時又擅長騎射，魏書中稱其有將略。
太武帝拓拔燾即位之後，古弼封靈壽侯，並以軍功拜立節將軍，在對赫連定的作戰中，古弼曾率軍隊攻下安定，後又參與攻打北燕，但因作戰不力導致北燕君主馮弘成功跟隨高句麗援軍撤退，因此被貶黜為門卒。太延五年439年太武帝準備攻打北涼，古弼建言河西地區缺乏水草，不利行軍作戰，希望太武帝能夠取消軍事行動但不被接受，成功攻下北涼之後，古弼因此被嫌惡。
太子拓跋晃擔任監國視政，古弼和宜都王穆壽一同擔任拓跋晃的輔佐，雖然處理政務之時事多且繁，但同時，古弼仍不忘讀書，也不對外人吐露禁中的政治事務，被稱為老成。文成帝拓跋濬即位之後，古弼有事被免官，因此對朝政有所怨言，後遭人以巫蠱之事告發並被處死。
曾經太武帝拓拔燾前往河西打獵，詔命尚書令古弼為隨從騎士選送良馬，古弼卻把劣馬供給他們使用。太武帝大怒，要殺古弼，古弼卻說：“吾为人臣不使人主盘于游畋其罪小不备不虞乏军国之用其罪大。吾为国远虑，虽死何伤！”拓拔燾聽了，叹曰：“有臣如此，国之宝也。”古弼頭顱上尖下圓，像毛筆的筆尖。太武帝給他取綽號叫“筆頭”，生氣時叫他“尖頭奴”。 

## 子女
- 吐奚氏，嫁北魏秦州刺史姚掌[2]

## 延伸阅读
[在维基数据编辑]
 《魏書·卷28》，出自魏收《魏书》
 《北史·卷025》，出自李延壽《北史》